# Cugernos
Los Cugernos (o Cuberni o Guberni) fueron una agrupación tribal germánica con un territorio particular dentro de la provincia romana de Germania Inferior, que más tarde se convirtió en Germania Secunda. Más precisamente, vivían cerca de la moderna Xanten y la antigua Castra Vetera, en el Rin. Esta parte de Germania Secunda se llamaba Civitas o Colonia Traiana (entidad política o colonia de Trajano ), y también estaba habitada por los Betasii.

## Nombre
Las variantes Cugernos, utilizada por Tácito y registro epigráfico, y Cuberni, atestiguada por Plinio y una sola inscripción, probablemente se originaron en diferentes tradiciones ortográficas.
El nombre de los Cugernos no está registrado como uno que haya existido en el este del Rin, a diferencia de los Ubii, pero se cree que descienden, al menos en parte, de una parte de los Sicambrios, que ya habían estado presentes justo sobre el Rin en la época de César, y luego se trasladaron sobre el Rin. Sin embargo, al igual que con los batavi y tungri y otras tribus de la región durante la época romana, su ascendencia probablemente fue mixta y puede haber incluido otras tribus del este del Rin, además de los supervivientes de los Menapios o eburones que vivían en este región en la época del César, cuando se consideraba parte de la Galia, y aún no formaba parte del Imperio Romano.

## Geografía
Los Cugernos se encuentran entre las tribus germánicas que cruzaron el Rin de este a oeste y se establecieron en el Imperio romano. Del mismo modo, al sur estaban los Ubios que también vivían en el Rin, alrededor de la moderna ciudad de Colonia en su Colonia Agrippenses. Al oeste de los Cugernos y Betasii estaban los Bátavos, y al suroeste los Tungros, junto con otras tribus como los Toxandri, que vivían en Civitas Tungrorum.

## Historia
La región de los Cugernos estuvo en el centro de acción durante la revuelta de Batavia, con diferentes grupos tribales tomando diferentes bandos. Ellos se pusieron del lado de Gaius Julius Civilis.
La población de Germania Inferior se redujo significativamente a finales de la época romana, cuando nuevas oleadas de tribus germánicas asaltaron y el imperio romano perdió el control militar. A tribus como los Chamavi, Chattuarii y Francos salios finalmente se les permitió establecerse de manera semiindependiente dentro de Germania Inferior, y se les denominó francos. Se unieron bajo reyes y luego procedieron a conquistar una gran parte de Europa Occidental. Por lo tanto, los Cugernos supervivientes que se quedaron en la zona fueron absorbidos más tarde por el reino franco.